# Менар, Робер (журналист)
Робе́р Мена́р (фр. Robert Ménard, родился 6 июля 1953 года в Оране в Алжире) — один из основателей и бывший генеральный секретарь базирующейся в Париже международной общественной организации «Репортёры без границ».

## Биография
Менар происходит из старинной французской семьи, которая жила в Алжире с 1850-х годов. Когда ему было 9 лет, семья переехала в Брюск в департаменте Аверон. Он изучал религию и планировал стать священником. В колледже он попал под влияние троцкистов и присоединился к Социалистической партии.
В 1975—1976 годах Менар создал пиратскую радиостанцию Radio Pomarède и стал президентом «Ассоциации за освобождение радиоэфира» (англ. l'Association pour la libération des ondes). Против него возбуждалось много судебных дел, на одном из которых Франсуа Миттеран, позднее президент Франции дал ему рекомендацию. Позднее он создал независимый журнал Le Petit biterrois, но был вынужден его закрыть из-за отсутствия рекламодателей. В 1985 году он создал «Репортёров без границ», взяв идею названия у «Врачей без границ».
Издание Rue89 post утверждает, что Менар стал центром крупного скандала после интервью, данного France Culture, в котором в ответ на вопрос о случае похищения журналиста Дэниэла Перла он сделал заявление, которое некоторые интерпретировали таким образом, что оправдание пыток в некоторых обстоятельствах.

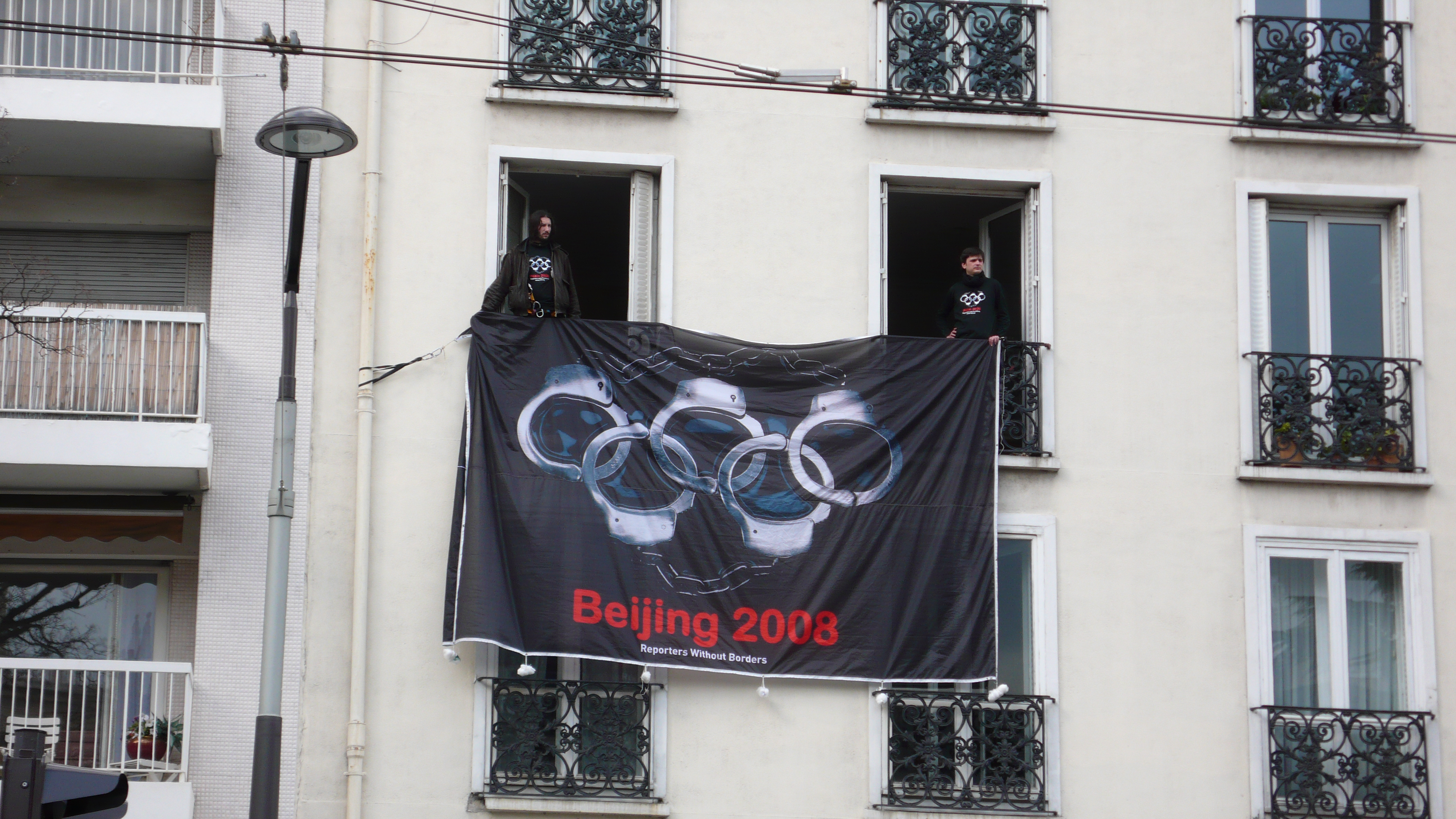
Манифестация в Париже «Пекин 2008»

24 марта 2008 года Менар и двое других членов Репортёров без границ были арестованы за попытку помешать зажжению Олимпийского огня в преддверии Летних Олимпийских игр 2008. Попытка имела целью протест против подавления борьбы за прав человека в Тибете правительством Китая.
Известно о сотрудничестве Менара с экстремистскими группами кубинских эмигрантов во Флориде, что привело к разоблачению факта финансирования Репортёров без границ Государственным департаментом США для распространения пропаганды против Кубы.
В сентябре 2008 года Менар ушёл с поста генерального секретаря RSF и стал генеральным директором Центра за свободу прессы в Дохе в Катаре, открывшегося в октябре 2008 года.
В 2014 году был избран мэром городка Безье при поддержке крайне правых партий «Вставай, Франция» и Национальный фронт. Свои нынешние политические взгляды он сам характеризует как «реакционные», требуя возвращения смертной казни и запрета однополых браков. Пытался в нарушение французского законодательства провести перепись религиозной принадлежности школьников, выступил против ресторанов кебаба в своём городе и лично посещал лагерь беженцев, чтобы заявить тем, что им здесь не рады.
Женат на Эмманюэль Дюверже. Имеет двоих детей.

## Труды
- (совместно с Эмманюэль Дюверже) La Censure des Bien-Pensants — Liberté d’Expression: L’Exception Française, Éditions Albin Michel, 2003